# 신계원거민
신계원거민(新界原居民 광둥어: Yun4 Geui1 Man4)이란 영국의 홍콩 지배 이전부터 현재의 홍콩지역에 살고 있던 주민들을 말한다. 이들이 조차지인 신계지역에 모여 살기 때문에 신계원거민이라고 부른다. 신계 인구의 약 10%를 차지한다. 약 반수는 객가인 출신으로 알려져 있다. 홍콩인의 다수가 원적지를 광둥성에 두고 이후 홍콩에 남하하여 정착한 사람들인데 비하여 이들은 토박이로서 영국 지배 시대에 특별한 권리를 인정받았으며, 중국 반환 이후에도 다음의 홍콩특별행정구 기본법 제40조에 의해 그 특별한 권리를 인정받고 있다.
신계에 사는 홍콩원거민의 법률상의 전통적 권리와 이익은 홍콩특별행정구지역에서 보호되어야 함
원거민들은 그들끼리 전통마을에 모여 살며, 이 지역에서 권리를 인정받는다. 원거민 남성은 일생에 한번 넓이 700평방피트에 3층 높이의 팅욱(丁屋)이라 불리는 자신의 가옥을 신청할 권리를 갖고, 재산상속은 마을의 원거민 남성만이 허용된다. 한편 이 특수한 권리들은 전통마을에 모여사는 원거민에 한정되며, 수상가옥에 거주하는 탄카라고 불리는 사람들은 원거민이라 할지라도 이러한 권리가 없다. 한편 이들이 사는 마을에는 비원거민도 거주하는 일이 있는데, 이들 비원거민들은 마을 내의 자치행사 등에 참여하거나 권리를 행사할 수 없다.

## 같이 보기
- 홍콩 영토 확장 조약